# Alstroemeria radula
Alstroemeria radula är en alströmeriaväxtart som beskrevs av Dusen. Alstroemeria radula ingår i släktet alströmerior, och familjen alströmeriaväxter. Inga underarter finns listade i Catalogue of Life.